# George van Mecklenburg-Strelitz
George Frederik Karel Jozef (Hannover, 12 augustus 1779 – Serrahn, 6 september 1860) was van 1816 tot 1860 groothertog van Mecklenburg-Strelitz. Hij was de zoon van groothertog Karel II en Frederika Caroline Louise van Hessen-Darmstadt, kleindochter van landgraaf Lodewijk VIII.
In 1806 onderhandelde hij in naam van zijn vader met Napoleon Bonaparte en kwam met tegenzin overeen dat Mecklenburg-Strelitz zou deelnemen aan de Rijnbond. Na de val van Napoleon was hij aanwezig bij het Congres van Wenen dat het land van zijn vader met steun van Pruisen (zijn zuster Louise was gehuwd met Frederik Willem III) promoveerde tot groothertogdom.
George volgde Karel II na diens dood op 6 november 1816 op als groothertog en Mecklenburg-Strelitz maakte onder zijn bewind een bloeiperiode door. Hij was zeer betrokken bij zijn onderdanen trachtte vooral de situatie van de armen in zijn land te verbeteren. Hij hield zich intensief met het basisonderwijs bezig, bevorderde nijverheid en handel en schafte tot ongenoegen van de adel de horigheid af. Als aartsconservatief was hij echter fel tegen democratie en parlementarisme en wist de liberale constitutie van 1849 weer af te schaffen.
Hij was sinds 12 augustus 1817 gehuwd met Marie Wilhelmina Frederika, dochter van landgraaf Frederik van Hessen. Na zijn dood op 6 september 1860 werd hij opgevolgd door zijn zoon Frederik Willem. Hij liet vier kinderen na:
- Louise (1818-1842)
- Frederik Willem (1819-1904), groothertog
- Caroline (1821-1876), gehuwd met Frederik VII van Denemarken toen die nog kroonprins was
- George August (1824-1876)